# دونگا
کارلوس کائتانو بلدورن وری (به پرتغالی: Carlos Caetano Bledorn Verri) معروف به «دونگا» (متولد ۳۱ اکتبر ۱۹۶۳ در ایجویی از توابع ریو گراند دو سول، برزیل) یکی از سرشناس‌ترین بازیکنان فوتبال و مربیان فوتبال برزیلی است.

## بازیگری
دونگا فوتبال حرفه‌ای را از پورتو آلگره در پست دفاع میانی (۱۹۸۰ – ۱۹۸۴)آغاز کرد، سپس در کورین تیانس، اف ث سانتوز و واسکودوگاما بازی کرد. در ۱۹۸۷ راهی ایتالیا شد و تا سال ۱۹۹۵ در تیم‌های فیورنتینا و اشتوتگارت بازی کرد. دونگا مدتی را نیز در تیم جوبیلو ایواتا در جی‌لیگ ژاپن گذراند.
دونگا سال‌ها کاپیتانی تیم ملی فوتبال برزیل، از جمله در دو جام جهانی ۱۹۹۴و ۱۹۹۸ را برعهده داشت. معمولاً در پست هافبک دفاعی بازی می‌کرد و ۹۱ بازی ملی در کارنامه‌اش ثبت شده‌است. مدال نقره المپیک لس آنجلس ۱۹۸۴ به همراه تیم ملی کشورش از دیگر افتخارات اوست.

## مربیگری
کارلوس دونگا روز ۲۴ ژوئیه ۲۰۰۶ به طرز غیرمنتظره‌ای سرمربیگری تیم ملی کشورش را برعهده گرفت، او تا قبل از آن هیچ تجربه‌ای در عرصه مربیگری نداشت.
دونگا در اولین اقدام خود پس از مربیگری این تیم جورجینیو هم‌بازی سابق خود در تیم ملی را به عنوان دستیارش برگزید.
این تصمیم فدراسیون فوتبال برزیل را می‌توان در ادامه موفقیت‌های مربیان جوانی همچون مارکو فان باستن و یورگن کلینزمن در تیم‌های ملی تیم ملی فوتبال هلند و تیم ملی فوتبال آلمان دانست. دونگا نیز همچون این دو مربی تیم شکست خورده برزیل در جام جهانی ۲۰۰۶ را با ترکیبی متحول و جوان شده در اولین مسابقات خود به میدان فرستاده‌است.
دونگا با تیم‌ملی کشورش قهرمان جام ملت‌های فوتبال آمریکای‌جنوبی در سال ۲۰۰۷ و قهرمان جام کنفدراسیون ها ٢٠٠٩  شد. 
پس از نتایج ناامیدکننده برزیل همراه با اسکولاری در جام جهانی ۲۰۱۴ وی مجدداً به عنوان سرمربی تیم ملی برزیل انتخاب گردید.دونگا با تیم ملی برزیل  در کوپا آمریکا ۲۰۱۵ و ۲۰۱۶ با نتایج بسیار ضعیف و عدم صعود به مرحله حذفی جای خودش را به تیته داد.